# Atriplex fera
Atriplex fera là loài thực vật có hoa thuộc họ Dền. Loài này được (L.) Bunge mô tả khoa học đầu tiên năm 1880.